# ليوناردو أوقستو غوميز أرو
ليوناردو أوقستو غوميز أرو (بالبرتغالية: Leonardo Augusto Gomes Aro‏) هو لاعب كرة قدم برازيلي، ولد في 14 ديسمبر 1983 في جوندياي في البرازيل. لعب مع أتلتيكو براغانتينو وباوليستا وبوتافوغو ريغاتاس ونادي إنترناسيونال ونادي جوفنتودي ونادي غواراني ونادي فيغورينسي ونادي ليتشويس ونادي ليتشي.

## وصلات خارجية
- ليوناردو أوقستو غوميز أرو على موقع قاعدة بيانات كرة القدم.إي يو (الإنجليزية)
- ليوناردو أوقستو غوميز أرو على موقع Soccerway.com (الإنجليزية)